# Mittelamerikanisches Katzenfrett

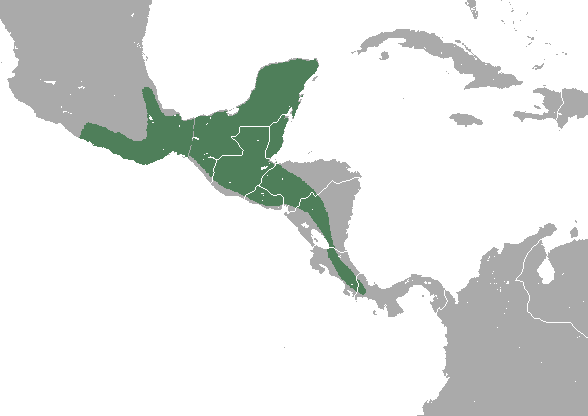
Verbreitungsgebiet

Das Mittelamerikanische Katzenfrett (Bassariscus sumichrasti) ist ein Raubtier in der Familie Kleinbären (Procyonidae). Trotz des Namens ist die Art weder mit Katzen noch mit Frettchen verwandt. Die in einigen Sprachen verwendete Bezeichnung „Cacomixtle“ ist ein Lehnwort aus der indianischen Nahuatl-Sprache und bedeutet so viel wie „halber Puma“.

## Merkmale
Die Art erreicht eine Kopf-Rumpf-Länge von 38 bis 47 cm sowie eine Schwanzlänge von 39 bis 53 cm. Das Durchschnittsgewicht liegt bei 900 Gramm. Der buschige Schwanz ist durch mehrere hellgraue und schwarze Ringe gekennzeichnet. Der übrige Pelz hat eine bräunliche bis hellgraue Farbe. Das Gebiss hat 40 Zähne, wobei die Eckzähne gut ausgeprägt sind.

## Verbreitung und Lebensraum
Das Verbreitungsgebiet dieses Kleinbären streckt sich vom südlichen Mexiko bis zum zentralen Panama. In Nicaragua ist die Art nicht dokumentiert, doch es wird angenommen, dass sie auch hier vorkommt. In den mexikanischen Bundesstaaten Guerrero, Oaxaca und Veracruz überlappt sich das Verbreitungsgebiet mit den Vorkommen der Schwesterart Nordamerikanisches Katzenfrett (Bassariscus astutus). Als Habitat dienen Regenwälder im Tiefland oder Gebirge sowie trockene Wälder und teilweise Buschland.

## Lebensweise
Das Mittelamerikanische Katzenfrett ist nachtaktiv und hält sich meist in mittleren und hohen Bereichen der Baumkronen auf. Auf den Boden kommen die Individuen so gut wie nie. Außerhalb der Paarungszeit leben die Exemplare im Prinzip solitär, auch wenn schon bis zu neun Individuen im selben Baum beobachtet wurden. Die Reviere sind durchschnittlich 136 Hektar groß und überlappen sich nur im Ausnahmefall. Der Anspruch auf ein Territorium wird mit kräftigen Schreien verdeutlicht.
Dieser Kleinbär ist ein Allesfresser mit Früchten als überwiegende Nahrungsquelle. Weiterhin werden kleine Wirbeltiere wie Frösche, Echsen, Vögel und Nagetiere sowie Insekten und Eier gefressen.
Die meisten Paarungen erfolgen zwischen Februar und Juni, auch wenn Paarungen zu anderen Jahreszeiten möglich sind. Nach einer Trächtigkeit von durchschnittlich 64 Tagen wird allgemein ein Jungtier geboren. Vorher wird ein Nest im Blätterwerk oder in einer Baumhöhle angelegt. Das Junge ist bei Geburt blind und wiegt nur etwa 25 Gramm. Es beginnt etwa nach sechs bis sieben Wochen mit fester Nahrung und wird allgemein bis zum dritten Lebensmonat gesäugt. Die Mutter trägt die Hauptlast der Aufzucht, wobei der Vater manchmal geduldet wird. Exemplare in menschlicher Obhut wurden bis zu 23 Jahre alt, für wilde Tiere fehlen Daten zur Lebenserwartung.

## Mortalitätsursachen und Gefährdung
Das Mittelamerikanische Katzenfrett hat verschiedene natürliche Feinde wie Greifvögel, Ozelots, Tayras und Riesenschlangen.
In einigen Regionen wird das Tier von der indigenen Bevölkerung wegen des Pelzes und des Fleisches gejagt. Die größte Gefahr stellt dagegen der Habitatverlust durch Waldrodungen dar, da das Mittelamerikanische Katzenfrett stark abhängig vom Wald ist. Die Population gilt als weit verstreut mit gewissen regionalen Anhäufungen. Aufgrund des vergleichsweise großen Verbreitungsgebiets und da die Art in einigen Schutzgebieten, wie Nationalparks, vorkommt wird das Mittelamerikanische Katzenfrett von der IUCN als nicht gefährdet (Least Concern) gelistet.